# Sophie Antoinette av Braunschweig-Wolfenbüttel
Sophie Antoinette av Braunschweig-Wolfenbüttel, född 24 januari 1724 i Wolfenbüttel, död 17 maj 1802 i Coburg, var en tysk kunglighet som genom äktenskap var hertiginna av Sachsen-Coburg-Saalfeld.

## Biografi
Sophie Antoinette var dotter till furst Ferdinand Albrekt II av Braunschweig-Wolfenbüttel och Antoinette Amalie av Braunschweig-Wolfenbüttel. Genom sin mor var hon kusin med både tsar Peter II av Ryssland och kejsarinnan Maria Teresia av Österrike. Systern Elisabeth var gift med kung Fredrik II "den store" av Preussen och systern Lovisa Amalia var gift med kung Fredrik II:s bror prins August Vilhelm av Preussen som var Preussens presumtive tronföljare.

### Familj
Sophie Antoinette gifte sig 23 april 1749 i Wolfenbüttel med hertig Ernst Fredrik av Sachsen-Coburg-Saalfeld, son till Frans Josias av Sachsen-Coburg-Saalfeld och Anna Sofia av Schwarzburg-Rudolstadt. De fick sju barn:
1. Frans Fredrik (1750–1806), gift först med Sofie av Sachsen-Hildburghausen, därefter Augusta av Reuss-Ebersdorf.
2. Karl Vilhelm Ferdinand (1751–1757)
3. Fredrika Juliana (1752–1752)
4. Caroline Ulrika Amalia (1753–1829), nunna i Gandersheim
5. Ludwig Karl Fredrik (1755–1806)
6. Ferdinand August Henrik (1756–1758)
7. Fredrik (1758–1758)